# بويضة صغيرة
بويضة صغيرة  قرية سوريّة تتبع إداريّاً لمحافظة حلب منطقة جبل سمعان ناحية تل الضمان، بلغ تعداد سكانها 1,602 نسمة حسب التعداد السكاني لعام 2004.